# 1932 في ألمانيا
فيما يلي قوائم الأحداث التي وقعت خلال عام 1932 في ألمانيا.

## سياسة

### تعيين في المنصب
- 1 يونيو – فرانز فون بابن مستشار ألمانيا.
- 1 يونيو – كورت فون شلايشر وزير الدفاع الألماني،مستشار ألمانيا.
- 1 يونيو – لوتس فون كروسيغ وزير المالية الاتحادي.

### انتهاء فترة المنصب
- 30 مايو – هاينريش برونينغ مستشار ألمانيا.
- 17 نوفمبر – فرانز فون بابن مستشار ألمانيا.

## أفلام
من الأفلام التي صدرت هذه السنة في ألمانيا:
- 1 يناير – فامباير من إخراج كارل تيودور دراير.

## مواليد

### يناير
- 31 يناير – مايكل ديجين

### فبراير
- 8 فبراير – هورست ايكيل لاعب كرة قدم ألماني.
- 9 فبراير – جيرارد ريختر

### مارس
- 27 مارس – هاينريش ويبر

### يونيو
- 13 يونيو – غوستاف تامان

### يوليو
- 31 يوليو – الأمير يوهان غيورغ من هوهنزولرن مؤرخ فن ألماني.

### أغسطس
- 24 أغسطس – فيرنر ماير سياسي ألماني.

### سبتمبر
- 24 سبتمبر – فالتر فالمان سياسي ألماني.
- 29 سبتمبر – راينر فايس فيزيائي أمريكي.

### أكتوبر
- 4 أكتوبر – ويلي بيسمانوف

### ديسمبر
- 19 ديسمبر – برنهارد فوغل سياسي ألماني.
- 31 ديسمبر – ميلدريد شيل طبيبة ألمانية.

## وفيات

### يناير
- 13 يناير – صوفيا من بروسيا (مواليد 1870)
- 15 يناير – جورج كرشنشتاينر (مواليد 1854)
- 24 يناير – بول واربورغ (مواليد 1868) سياسي أمريكي.

### فبراير
- 18 فبراير – فريدريش أوغسطس الثالث ملك ساكسونيا (مواليد 1865)

### مارس
- 10 مارس – يوهانس غوتفريد هولير (مواليد 1868) عالم نبات ألماني.

### أبريل
- 17 أبريل – جوليوس نيوبرونر (مواليد 1852)

### يوليو
- 26 يوليو – فريد دوسنبرغ (مواليد 1876)

### أكتوبر
- 3 أكتوبر – ماكس فولف (مواليد 1863) عالم فلك ألماني.
- 9 أكتوبر – كارل ريتر فون غوبيل (مواليد 1855) عالم نبات ألماني.

### نوفمبر
- 11 نوفمبر – لودفيغ هوفمان (مواليد 1852) مهندس معماري ألماني.

### ديسمبر
- 18 ديسمبر – إدوارد برنشتاين (مواليد 1850) سياسي ألماني.